# Arrondissement Clermont-Ferrand
Arrondissement Clermont-Ferrand je francouzský arrondissement ležící v departementu Puy-de-Dôme v regionu Auvergne. Člení se dále na 25 kantonů a 119 obcí.

## Kantony
- Aubière
- Beaumont
- Billom
- Bourg-Lastic
- Chamalières
- Clermont-Ferrand-Centre
- Clermont-Ferrand-Est
- Clermont-Ferrand-Nord
- Clermont-Ferrand-Nord-Ouest
- Clermont-Ferrand-Ouest
- Clermont-Ferrand-Sud
- Clermont-Ferrand-Sud-Est
- Clermont-Ferrand-Sud-Ouest
- Cournon-d'Auvergne
- Gerzat
- Herment
- Montferrand
- Pont-du-Château
- Rochefort-Montagne
- Royat
- Saint-Amant-Tallende
- Saint-Dier-d'Auvergne
- Vertaizon
- Veyre-Monton
- Vic-le-Comte